# Tatiana Bilbao

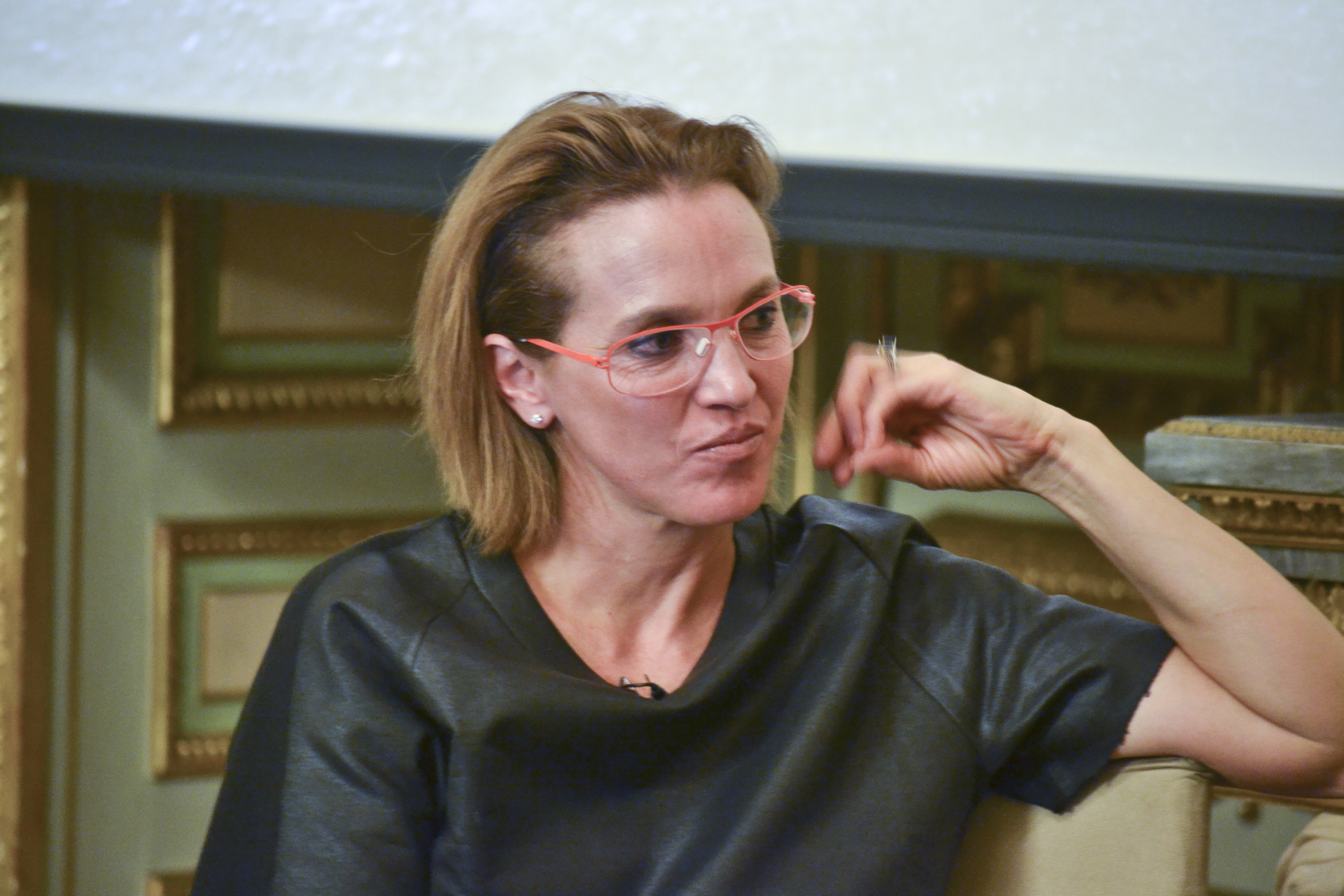
Tatiana Bilbao (2014)

Eingang zum Botanischen Garten Culiacán

Pavillon im Botanischen Garten Culiacán

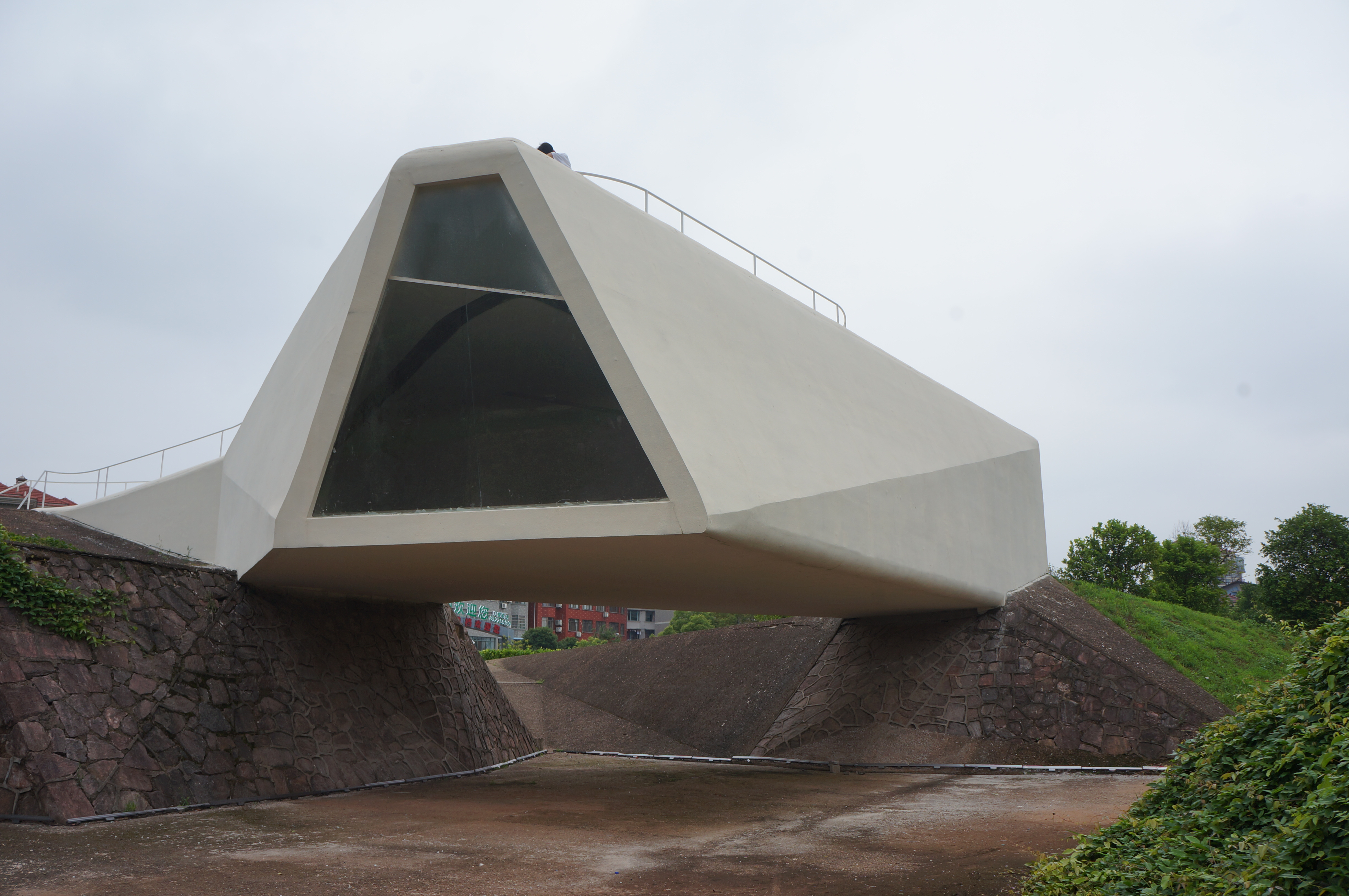
Ausstellungsraum im Jinhua Architectur Park, China

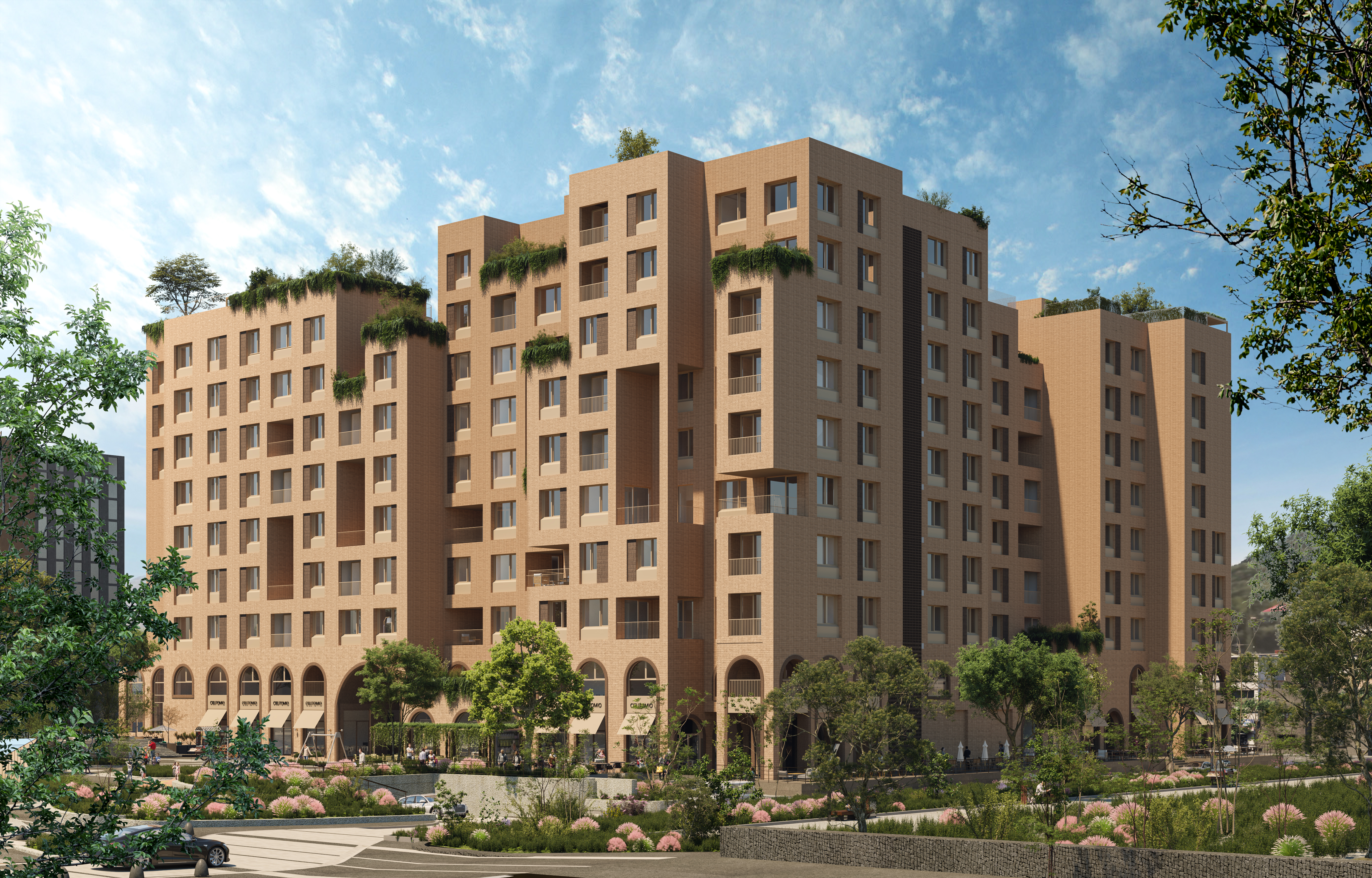
Projekt Roble 700, San Pedro Garza García, Mexiko

Tatiana Bilbao Spamer (* 1972 in Mexiko-Stadt) ist eine mexikanische Architektin, Stadtplanerin und Hochschullehrerin. Sie ist Gründerin und Leiterin des international agierenden Architekturbüros Tatiana Bilbao Estudio. Zu ihren Werken gehören der Botanische Garten von Culiacán und die Ausstellungshalle im chinesischen Jinhua Architektur- und Kunstpark.

## Leben

### Ausbildung und beruflicher Anfang
Die Familie von Tatiana Bilbao stammt aus dem spanischen Baskenland. Ihr Großvater war Architekt in Bilbao und spanischer Bauminister. Nach der Machtübernahme durch Franco wanderte die Familie jedoch nach Mexiko aus. 
Tatiana Bilbao selbst studierte Architektur und Städtebau an der Universidad Iberoamericana und schloss 1996 mit Auszeichnung ab. Nach dem Studium arbeitete sie im Stadtplanungsamt von Mexiko-Stadt und war 1999 Mitbegründerin des Laboratorio de la Ciudad de México. In einem Interview berichtete sie Agata Toromanoff, dass sie nach dem Studium – im Gegensatz zu anderen Kolleginnen – gerade, weil sie eine Frau ist, sehr rasch Aufträge bekam.

### Tatiana Bilbao Estudio
2004 schließlich gründete sie ihr eigenes Architekturbüro Tatiana Bilbao Estudio in Mexiko-Stadt. Ihren gesellschaftlichen politischen Ansatz vertritt sie mit dem Motto „Gemeinsam planen, gemeinsam bauen, gemeinsam wohnen“. Sie bezieht Umweltfolgen, Nachhaltigkeit, Bewahrung von historischen Strukturen, Bezahlbarkeit und Schönheit in ihre Projektarbeit ein. Das international agierende Büro hatte 2022 fünf Büropartner und 60 Mitarbeiter.
Immer häufiger stellt Bilbao die Frage "Wie wollen wir gemeinsam bauen, leben, wohnen und arbeiten?" Dazu stellte sie in der Ausstellung „En común“ (Gemeinsam) in Berlin acht internationale Projekte vor, mit denen sie eine Antwort geben möchte. Eines der Projekte ist „Roble 700“, bei dem Wohnen, Arbeiten, Einkaufen und Leben in San Pedro Garza García realisiert werden soll.
Ein weiteres Projekt ist der Klosterneubaus Maria Friedenshort in Neuzelle im Ortsteil Treppeln, der von Zisterziensern aus dem österreichischen Stift Heiligenkreuz auf einem ehemaligen Stasigelände errichtet wird. Bilbao arbeitet dabei als führende Architektin mit den Mönchen und den beiden Architekturbüros Dogma Architects aus Brüssel und MAIO Architects aus Barcelona zusammen.

### Hochschullehrerin
Bilbao unterrichtet regelmäßig an der School of Architecture der Yale University. Lehraufträge hatte sie auch an der Graduate School of Design der Harvard University, der Architectural Association School of Architecture in London, der Graduate School of Architecture, Planning, & Preservation der Columbia University, der Rice University, der Universidad de Chile und mit David Vaner als Internationale Gastprofessorin an der Peter Behrens School of Arts (2013).

## Auszeichnungen
Bilbaos Arbeiten wurden u. a. in der New York Times, den Architekturzeitschriften A + U und Domus veröffentlicht.
- 2007: Bezeichnung als „Eine der innovativsten Architekten der Welt“ von Design Vanguard[10]
- 2009: Emerging Voices Award der Architectural League of New York[11]
- 2010: Benennung als „Emerging Voice“ von der Architecture League of New York[4]
- 2012: Kunstpreis Berlin[12]
- 2014: Global Award for Sustainable Architecture der Locus Foundation[13]
- 2016: Mies Crown Hall America Prize[14]
- 2017: Impact Award von Architizier A+Awards[15]
- 2019: Marcus Prize[16][17]
- 2020: Tau Sigma Delta Gold Medal[18]
- 2021: Honorary Fellow (Ehrenmitglied) des Royal Architectural Institute of Canada (RAIC)[19]
- 2022: Richard Neutra Award for Professional Excellence, Cal Poly Pomona[20]
- 2022: Jury-Vorsitzende bei der Verleihung des Mies-van-der-Rohe-Preises 2022[4]
- 2022: Auszeichnung als „Architektin des Jahres“ von der Zeitschrift AW Architektur & Wohnen[21] "Für den ganzheitlichen Ansatz von Architektur, ihr unnachgiebiges Engagement und ihre inspirierende Arbeitsweise"[6]

## Projekte
Auswahl von Projekten in der Reihenfolge der Fertigstellung:
Stadt- und Landschaftsplanung
- 2010: Die Offene Kapelle und das Santuario Mesa Colorada auf dem Pilgerweg zwischen Ameca und Talpa de Allende, Mexiko[23][24]
- 2012: Restrukturierung des Botanischen Gartens in Culiacán (Masterplan, Offener Vortragssaal, Lernzentrum), Sinaloa, Mexiko[25][26]
- 2016: Hunters Point Masterplan, San Francisco, Kalifornien, USA[27]
- 2018: Territorio De Gigantes, Masterplan für die Entfernung von Hochspannungsleitungen und ein neues Stadtviertel mit Sozialwohnungen in Aguascalientes, Mexiko[28][29][30]
- 2018: Central Park Mazatlán, Mazatlán, Sinaloa, Mexiko[31]

Wohnhäuser
- 2011: Ajijic House, Lehmhaus am Chapalasee, Jalisco, Mexiko[32][33]
- 2011: Casa Ventura, San Pedro Garza Garcia, Nuevo León, Mexiko[34]
- 2013: Monarch Sustainable Neighbourhood Angangueo, Angangueo, Michoacán, Mexiko[35]
- 2015: Housing +, Prototypen für bezahlbaren Wohnraum in San Cristobál, Chiapas und Acuña, Coahuila, Mexiko[36][37][38][14]
- 2016: Los Terrenos, Monterrey, Nuevo León, Mexiko[39][40]
- 2016: Solo House, Matarraña, Spanien[11]
- 2016: Sorteo Tec House, San Pedro Garza Garcia, Monterrey, Mexico
- 2017: Ilot A3, La Confluence, Lyon, Frankreich[41]
- 2018: Apan Housing: Ocoyoacac Minimum Housing, Apan, Hidalgo, Mexiko
- 2018: Casa Del Parque, Guadalajara, Jalisco, Mexiko
- 2019: Casa Marbel und Casa Pedro y Paz, Estado de Méxiko, Méxiko

Kultur- und Geschäftsgebäude
- 2004: Ausstellungshalle im Jinhua-Architekturpark, Jinhua, Zhejiang, China[42]
- 2011: Begräbnisstätte Tangassi, San Luis Potosi, Mexiko[43]
- 2012: Bioinnova, Biotechnologiepark in Culiacán, Sinaloa, Mexiko[44]
- 2012: Kindergarten, Zapopan, Jalisco, Mexiko[45]
- 2019: Estoa – UDEM, ein Gebäude auf dem Campus der Universidad de Monterrey, Mexiko
- 2023: Centro de Investigaciones Oceánicas del Mar de Cortés (CIOMC), Mazatlán, Sinaloa, Mexiko[46]
- in Planung: Neubau Zisterzienser-Kloster Neuzelle, Treppeln[47]

Ausstellungen
- 2008: Mexikanischer Pavillon auf der Expo Zaragoza, Spanien[48][49]
- 2013: Under Construction, Ausstellung in der Architektur Galerie Berlin[50][51]
- 2018: (Not) Another – Tower Chicago Architecture Biennial, Chicago Cultural Center, Chicago, USA[52][53]
- 2018: Perspectivas, Museo de Arte Contemporáneo de Monterrey (MARCO), Nuevo León, Mexiko
- 2019/20: The Architect’s Studio – Tatiana Bilbao, Louisiana Museum of Modern Art, Kopenhagen, Dänemark[54]
- 2020: Tatiana Bilbao Estudio – Unraveling Modern Living, The Graham Foundation for Advanced Studies in the Fine Arts, Chicago, Illinois, USA[55]
- 2022: En común, Aedes Architekturforum, Berlin[6]
- 2024: Tatiana Bilbao Estudio – Architektur für die Gemeinschaft, Museum für Gestaltung Zürich, Zürich, Schweiz[56]

## Publikationen (Auswahl)
- mit Fernanda Canales, Patrick Charpenel, Derek Dellekamp, Yaoci Pardo: México. Wasmuth, Tübingen / Berlin 2012, ISBN 978-3-8030-0741-4 (englisch, spanisch).
- mit anderen: Die Architektur der Anderen = La arquitectura de los otros = The architecture of others. FSB Franz Schneider Brakel GmbH + Co KG, Brakel 2018, DNB 1207739529 (deutsch, englisch, spanisch).